# Volkszählung in Indien 2011
Die Volkszählung in Indien 2011 (Hindi भारत की जनगणना २०११, englisch Census of India) ist die 15. Volkszählung in Indien. Die vorhergehende fand 2001 statt.

## Vorgangsweise
Zuerst wurden zwischen April bis September 2010 alle 240 Millionen indischen Haushalte erfasst und sortiert. Dabei wurden auch bestimmte Besitztümer (Moped, Fernseher usw.) aufgenommen. Die eigentliche Zählung startete im Februar 2011 (offizielles Ende 28. Februar 2011). Rund 2,7 Millionen Beamte sind mit der Erfassung von geschätzten 1,2 Milliarden Indern in 7742 Städten und 600.000 Dörfern befasst. Der Zensus ist der umfangreichste in der Geschichte Indiens und der größte aller Zeiten.
Zusätzlich werden von allen Indern biometrische Daten wie Fingerabdrücke von allen zehn Fingern genommen und zudem die Iris gescannt. Die Teilnahme an dieser Maßnahme war jedoch freiwillig.

## Fragen
Der Fragebogen besteht aus 29 Fragen. Dabei werden Religion, Heiratsalter, Einkommen, Kinderzahl, Beruf, Sprache, Handybesitz, Computerbesitz, Bankkonten, Internetzugang und die Wohnungssituation erfasst. Die Kastenzugehörigkeit der Inder soll in einer getrennten Umfrage zwischen Sommer und Ende 2011 ermittelt werden.

## Ziel
Ziel ist neben der statistischen Erfassung auch die Aufdeckung von Missständen und die bessere Versorgung der Bürger. Auch sollen die Grundlagen geschaffen werden, alle Inder mit einer zwölfstelligen Identifikationsnummer (UID, Unique Identification Project) zu versorgen.
So wird es Indern ohne Geburtsurkunden, Schulzeugnisse, festen Wohnsitz usw. durch die Nummernvergabe ermöglicht, Lebensmittelkarten beantragen zu können und gebührenfreie Bankkonten auf der Staatsbank zu eröffnen, auf denen die staatliche Hilfe eingezahlt wird, so dass die Hilfe direkt und ohne (eventuell korrupte) Mittelsmänner an die Bedürftigen geht.

## Kritik
Der indische Staatssekretär für elektronische Erfassung und IT-Unternehmer Nandan Nilekani ist zum Teil in die Kritik geraten. Kritiker erheben den Vorwurf, dass ein Regierungsprojekt unter der Aufsicht eines Unternehmers nur dazu diene, eine riesige Kundenkartei anzulegen. Nilekani verneint dies und wendet ein, man müsse durch die technischen und rechtlichen Rahmenbedingungen Datenmissbrauch verhindern und dürfe gerade den armen Indern die Chance nicht verwehren, bessere Lebensbedingungen durch Hilfe von Seite des Staates zu erhalten, indem man Datenerfassungstechnologie nutzt.